# بیتوسیل
سیستم پوششی بیتوسیل جهت محافظت لوله‌های فولادی خطوط انتقال در مقابل خوردگی
پوشش بیتوسیل حاصل تحقیقات مشترک شرکت نفتی شل (Shell International Petroleum) و شرکت فنیکس (Phoenix International A/S)  می‌باشد که ضمن برخورداری از ویژگی‌های یک پوشش برتر به لحاظ اقتصادی نیز مقرون بصرفه است. بیتوسیل، پوشش قیر پایه نفتی است که خواص آن با مواد پلیمری بهبود داده شده‌است. پوشش بیتوسیل به صورت گرم بر روی لوله با ضخامت حداقل 4 میلی‌متر اجرا شده و عملکردی عالی در طی دوره بهره‌برداری خط لوله دارد.از ویژگی‌های بارز این پوشش می‌توان به جدایش کاتدیک، مقاومت در برابر تنش‌های خاک و چسبندگی بالا اشاره نمود. لازم به ذکر است به علت ثبت این سیستم پوششی جهت اجرا و تولید مواد اولیه، کسب مجوز لازم از یکی از شرکت‌های نفتی شل (Shell)ویا فنیکس بین‌الملل الزامی می‌باشد .
یکی از مزایای کلیدی هر سیستم پوششی، یک نواختی آن در کل خط لوله اعم از سر جوش‌ها و بدنه لوله می‌باشد . این نکته بخصوص در زمینه حفاظت کاتدی و طراحی ولتاژ لازم جهت حفاظت خط لوله، از اهمیت خاصی برخوردار است. استفاده از نوار سرجوش بیتوسیل ممبرین امکان دستیابی به یکپارچگی عایق در کل خط لوله که همگی از جنس بیتوسیل یا قیر پایه نفتی است، را فراهم می‌سازد.
پوشش بیتوسیل دارای استاندارد اروپایی  EN10300 و استاندارد Shell به شماره DEP 31.40.30.33-Gen بوده و تاکنون در خطوط متعددی مورد استفاده قرار گرفته‌است (پروژه خط لوله اتیلن غرب ایران به طول 2900 کیلومتر که در مسیر عسلویه به مهاباد جهت تأمین خوراک اتیلن پتروشیمی‌های مسیر خط لوله احداث گردیده است)
نوار سرجوش بیتوسیل ممبرین (Bituseal® Membrane) به عنوان یکی از اجزاء سیستم پوششی مطابق با استانداردهای بین‌المللی تولید می‌گردد و به لحاظ فنی و اقتصادی یک پوشش سرجوش منحصربه‌فرد و جایگزین برتر دیگر سیستم‌های پوشش نواری به‌شمار می‌رود که از دیدگاه حفاظت کاتدی و خواص فیزیکی پوشش کاملاً" با پوشش قیر پایه نفتی، اعم از بیتومنی و بیتوسیل سازگار و هماهنگ است.
https://web.archive.org/web/20080520121538/http://www.phoenixint.dk/page41.aspx